# Ley Papito Corazón
La ley de responsabilidad parental y pago efectivo de pensiones de alimentos (también conocida como ley "Papito Corazón") es una ley chilena aprobada por el Congreso Nacional de Chile el 31 de agosto de 2022 y que entró en vigencia el 20 de mayo de 2023.

## Historia

### Antecedentes
Según datos de la encuesta CASEN del año 2017, de un total de 580.389 personas que recibieron pensiones alimenticias, 507.065 fue a niños al cuidado de mujeres (87,37%). Sin embargo, el 75,1% del total de pensiones de alimentos, se concentra en los primeros 3 quintiles de ingreso autónomo. Esto significa un alto grado de vulnerabilidad de las familias receptoras y un gran daño cuando no hay pago de las pensiones de alimentos.

### Proyecto de ley
El proceso de creación de la ley fue iniciado mediante un mensaje del presidente de la República, Sebastián Piñera en la cuenta anual del 8 de marzo de 2021 y una moción de las senadores Isabel Allende, Loreto Carvajal, Paulina Núñez, Claudia Pascual y Yasna Provoste. Esta modifica la ley N.° 14.908 sobre Abandono de Familia y el Pago de Pensiones Alimenticias, y que creó el Registro Nacional de Deudores de Pensiones de Alimentos.
El término papito corazón es un modismo chileno peyorativo utilizado para denominar a los deudores de pensión de alimentos en ese país.

## Descripción
La ley establece mecanismos para que se concrete el pago de deudas por pensión alimenticia y le otorga a los Tribunales de Familia la responsabilidad de investigar y determinar la existencia de recursos previsionales de los deudores para cubrir los pagos pendientes. Los tribunales pueden autorizar el retiro de estos fondos. 
Se creó además un Registro Nacional de Deudores de Pensiones de Alimentos en la cual quiénes no cumplan pueden caer en el Registro Nacional de Prófugos de la Justicia, junto con establecer la imposibilidad de ser candidatos a gobernadores regionales, consejeros regionales, alcaldes o concejales.  
Asimismo, la ley estableció que las instituciones financieras deben consultar el Registro Nacional de Deudores de Pensiones de Alimentos (RNDPA) al momento de otorgar un crédito y, en caso de que el solicitante figure como deudor, retener los recursos necesarios para el pago de las pensiones adeudadas. 

## Impacto
En diciembre de 2023, la Superintendencia de Pensiones informó que tras seis meses de vigencia, la ley generó pagos por 52.347 millones de pesos chilenos en liquidaciones de deuda con cargo a los fondos de pensiones de deudores de alimentos, tras instrucciones de los tribunales de familia.
En febrero de 2024, la Comisión para el Mercado Financiero aplicó a cuatro bancos, multas equivalentes a 5.778,22 unidades de fomento por otorgar créditos a personas que figuraban en el Registro Nacional de Deudores de Pensiones de Alimentos.